# Rally Cataluña de 1981
El Rally Cataluña de 1981, oficialmente 17º Rallye Catalunya-12º Rally de las Cavas, fue la edición decimoséptima y fue puntuable para la temporada 1981 del Campeonato de España de Rally y del Campeonato de Europa de Rally. Se celebró entre del 21 al 22 de noviembre de ese año.

## Clasificación final
| Pos.                 | Piloto             | Copiloto           | Automóvil         | Tiempo  | Diferencia |
| General              | General            | General            | General           | General | General    |
| -------------------- | ------------------ | ------------------ | ----------------- | ------- | ---------- |
| 1.                   | Genito Ortiz       | Guillermo Barreras | Renault 5 Turbo   | 4:27:32 | 0.0        |
| 2.                   | Jorge de Bagration | Víctor Sabater     | Lancia Stratos HF | 4:30:51 | +3:19      |
| 3.                   | Salvador Servià    | Alex Brustenga     | Ford Fiesta 1.6   | 4:39:18 | +11:46     |
| 4.                   | Attila Ferjancz    | János Tandari      | Renault 5 Turbo   | 4:42:00 | +14:28     |
| 5.                   | Hermes Delbar      | Willy Lux          | BMW 323i          | 4:45:38 | +18:06     |
| 6.                   | César Perejoan     | Molina             | Porsche 911 SC    | 4:46:58 | +19:26     |
| 7.                   | Ignacio Roger      | Sigfrid Correal    | Ford Escort RS    | 4:48:18 | +20:46     |
| 8.                   | Hansi Bäbler Bebié | Rafael Pinedo      | Renault 5 TS      | 4:49:04 | +21:32     |
| 9.                   | Francesc Junoy     | Roger Papasseit    | Opel Kadett GT/E  | 5:06:59 | +39:27     |
| 10.                  | C. Mila            | S. Louis           | Opel Kadett GT/E  | 5:12:06 | +44:34     |
| Campeonato de España |                    |                    |                   |         |            |
| 1.                   | Genito Ortiz       | Guillermo Barreras | Renault 5 Turbo   | 4:27:32 | 0.0        |
| 2.                   | Jorge de Bagration | Víctor Sabater     | Lancia Stratos HF | 4:30:51 | +3:19      |
| 3.                   | Salvador Servià    | Alex Brustenga     | Ford Fiesta 1.6   | 4:39:18 | +11:46     |
| 4. (6.)              | César Perejoan     | Molina             | Porsche 911 SC    | 4:46:58 | +19:26     |
| 5. (7.)              | Ignacio Roger      | Sigfrid Correal    | Ford Escort RS    | 4:48:18 | +20:46     |
| 6. (8.)              | Hansi Bäbler Bebié | Rafael Pinedo      | Renault 5 TS      | 4:49:04 | +21:32     |
| 7. (9.)              | Francesc Junoy     | Roger Papasseit    | Opel Kadett GT/E  | 5:06:59 | +39:27     |
| 8. (10.)             | C. Mila            | S. Louis           | Opel Kadett GT/E  | 5:12:06 | +44:34     |